# Church's
Church’s er en britisk producent af herresko, der blev grundlagt i 1873 af Thomas Church og hans tre sønner. I 1990'erne blev firmaet en del af Prada som købte 83% af virksomheden for 170 millioner dollar. Prada solgte senere 45 % videre til Equinox, en privat investeringsfond.

## Historie
Under mellemkrigstiden blev Church’s involveret i udviklingen af sko-industrien. I 1919 blev British Shoe and Allied Trades Research Association dannet med Church’s som en af stifterne. Som et resultat af en partnerskab blev Northampton Technical College etableret i 1925. Dette blev til University of Northampton i 2005.
Den familieejede virksomhed blev overtaget af Prada i 1999, og har siden udvidet deres salg i Nordamerika. I 2014 havde virksomheden 650. Det samme år overtog Church's de tilstødende lokaler på St James Road, som tidligere var et sporvogns og senere busdepot og kunne udvide produktionen her med 140 arbejdspladser.

## Lokation
Virksomheden er lokaliseret i St. James End i Northampton, med en estimeret produktion på 5.000 par sko om ugen, hvoraf 70% bliver eksporteret til hele verden. Udover produkter der bliver solgt til andre butikker og individuelle kunder, sælger Church's også sko fra deres egene butikker, som bl.a. ligger i Jermyn Street i London, George Street i Edinburgh og Pacific Place i Hong Kong. I alt findes 50 butikker i Central- og Nordeuropa, Nordamerika, Hong Kong, Kina, Singapore og Japan.

## Kendte brugere
Under Pierce Brosnans tid i rollen som James Bond blev der brugt forskellige sko fra Church's. 
Den tidligere britiske premierminister Tony Blair havde et par "lykkesko" fra Church's som han bar hver gang der var "spørgetime" i parlamentet.